# Kanun
Kanun (iz grč.: pravilo, propis, općenito zakon), jedno od zakonskih vrela osmanske države. Mora biti sukladni šerijatu. Nastao je od sultanove zakonodavne djelatnosti. Predstavlja državne zakone koji nastaju vladarevom voljom. Zbirke tih zakona naziva se kanuname. Kanuni su premda su se slagali sa šerijatom, bili svjetovne naravi, teritorijalni i primjenjivalo se na sve podanike bez obzira na vjeroispovijed. Tvorac kanuna mogao ih je slobodnom voljom mijenjati i dokidati, zato što se ti zakoni nisu temeljili na ustroju države, nego na padišahovoj volji.